# Lea Wohl von Haselberg
Lea Wohl von Haselberg (geboren 1984 bei Darmstadt als Lea Wohl) ist eine deutsche Film- und Medienwissenschaftlerin, Publizistin und Kuratorin. Sie forscht zu Jüdischem Film, Filmgeschichte und audivisuellen Erinnerungskulturen.

## Leben
Lea Wohl wuchs als Tochter eines jüdischen Vaters und einer nicht-jüdischen Mutter mit einer älteren Schwester in einem südhessischen Dorf bei Darmstadt auf. An der Johann Wolfgang Goethe-Universität Frankfurt am Main studierte sie Theater-, Film- und Medienwissenschaft. Sie schrieb ihre Magisterarbeit zum Thema Authentizität und Darstellbarkeit bzw. Nicht-Darstellbarkeit des Holocaust im Film. Im Jahr 2011 war sie Gastforscherin am Bucerius Institute for Research of Contemporary German History and Society in Haifa. Sie promovierte 2015 an der Universität Hamburg im Studiengang Medienkultur als Stipendiatin der Friedrich-Ebert-Stiftung. Für ihre Dissertation über jüdische Spielfilmfiguren im Film und Fernsehen nach 1945 in Westdeutschland und im wiedervereinigten Deutschland wurde sie von der Universität Hamburg mit dem Joseph-Carlebach-Preis ausgezeichnet.
Von 2017 bis 2021 leitete Wohl von Haselberg an der Filmuniversität Babelsberg Konrad Wolf in Potsdam das Forschungsprojekt „Zwischen Erinnerungskultur und Antisemitismus“, das durch das Programm „Kleine Fächer – Große Potenziale“ des Bundesministeriums für Bildung und Forschung gefördert wurde. 2020 bis 2024 leitete sie zudem die Nachwuchsforschungsgruppe „Was ist jüdischer Film?“ des PostDoc-Networks Brandenburg. Sie ist assoziiertes Mitglied des Selma Stern Zentrums für Jüdische Studien Berlin-Brandenburg.
Wohl von Haselberg ist Mitgründerin und Co-Herausgeberin der Zeitschrift Jalta – Positionen zur jüdischen Gegenwart. Zur Eröffnung der Woche der Brüderlichkeit 2021 hielt sie im Landtag Brandenburg in Potsdam die Festrede. Seit 2021 ist sie Kuratorin des Jüdischen Filmfestivals Berlin-Brandenburg, seit 2024 in einer Doppelspitze künstlerische Leiterin des Festivals.
Wohl von Haselberg ist mit dem Sinologen Clemens von Haselberg verheiratet.

## Forschung
Wohl von Haselbergs Forschung ist an der Schnittstelle Medienwissenschaft und Jüdische Studien angesiedelt.
Mit ihrer Monografie Und nach dem Holocaust? Jüdische Spielfilmfiguren im (west-)deutschen Film und Fernsehen nach 1945 widmete sie sich einem bislang vernachlässigten Aspekt der Filmgeschichte und löste damit ein, worauf Matthias N. Lorenz 2008 hinwies, dass in den letzten Jahren zwar eine zunehmende literaturwissenschaftliche Debatte zu beobachten gewesen sei, hingegen „die Erforschung der Judendarstellung im Film ein Desiderat“ bleibe.
Ihre Untersuchung beruht auf 150 Spielfilmen und TV-Serien wie Lindenstraße und Folgen des Tatorts. Dabei legt sie den Fokus auf Handlungen, die ausschließlich nach 1945 angesiedelt sind. Sie beginnt mit einer theoretischen Auseinandersetzung mit stereotypen filmischen Darstellungen von Juden und Judentum im Film, dem sich ein Vergleich mit US-amerikanischen Produktionen anschließt. Der Hauptteil der Arbeit umfasst mit rund 170 Seiten eine „Typologie jüdischer Filmfiguren“.
Lea Wohl von Haselberg beobachte treffend, so die Kulturwissenschaftlerin Sarah J. Ablett, dass „die Auseinandersetzung der nicht-jüdischen Bevölkerung mit jüdischem Leben in Deutschland in erster Linie medial vermittelt stattfindet. Darstellungen von Jüdinnen und Juden im deutschen Film und Fernsehen fungierten somit als ‚Türöffner’ zu einer im deutschen Alltag kaum gelebten Begegnung“. Der Anhang mit filmografischen Daten und Synopsen von Produktionen aus siebzig Jahren deutscher Filmgeschichte, die Repräsentationen jüdischen Lebens beinhalten, mache die Monografie zu einem wichtigen Referenzwerk für zukünftige Forschungen.
In ihrem Projekt „Zwischen Erinnerungskultur und Antisemitismus“ an der Filmuniversität Babelsberg analysierte Wohl von Haselberg anhand exemplarischer Arbeitsbiografien Selbstverständnis und Erfahrung jüdischer Filmschaffender, die in Westdeutschland zwischen 1949 und 1990 gearbeitet haben. Dazu entstand 2023 die Ausstellung Ausgeblendet. Eingeblendet. Eine jüdische Filmgeschichte der Bundesrepublik, die sie mit Johannes Prateorius-Rhein am Jüdischen Museum Frankfurt kuratierte.

## Schriften
Monografien
- Und nach dem Holocaust? Jüdische Spielfilmfiguren im (west-)deutschen Film und Fernsehen nach 1945 (= Jüdische Kulturgeschichte in der Moderne; Bd. 7). Neofelis, Berlin 2016, ISBN 978-3-943414-60-8 (zugl. Dissertation Universität Hamburg).

als Herausgeberin und Autorin
- mit Juliane Sucker: Bilder des Jüdischen. Selbst- und Fremdzuschreibungen im 20. und 21. Jahrhundert (= Europäisch-jüdische Studien; Bd. 6). De Gruyter, Berlin 2013, ISBN 978-3-11-027645-9.
- Hybride jüdische Identitäten. Gemischte Familien und patrilineare Juden (Konferenzschrift). Neofelis Verlag, Berlin 2015, ISBN 978-3-943414-52-3.
- mit Johannes Rhein und Julia Schumacher: Schlechtes Gedächtnis? Kontrafaktische Darstellungen des Nationalsozialismus in alten und neuen Medien. (Aufsatzsammlung). Neofelis, Berlin 2019, ISBN 978-3-95808-210-6.[14]

Buchbeiträge
- „Er ist ein humorvoller Mann, wir haben sehr gelacht!“ Jüdischer‘ Humor im zeitgenössischen deutschen Film und Fernsehen. In: Burkhard Meyer-Sickendiek, Gunnar Och (Hrsg.): Der jüdische Witz. Zur unabgegoltenen Problematik einer alten Kategorie. Fink, Paderborn 2015, ISBN 978-3-7705-5892-6, S. 339–352.
- Between Self and Other. Representations of Mixed Relationships in Contemporary German Film and Televison. In: Claudia Simone Dorchain, Felice Naomi Wonnenberg (Hrsg.): Contemporary Jewish Reality in Germany and Its Reflection in Film (= Europäisch-jüdische Studien – Beiträge; Bd. 2). De Gruyter, Berlin 2012, ISBN 978-3-11-026512-5, S. 85–98.
- Mitherausgeberin: Nachhalle (= Jalta. Positionen zur jüdischen Gegenwart; Band 8). Neofelis Verlag, Berlin 2023, ISBN 978-3-95808-354-7.

Artikel
- „Gegen das Vergessen“ – Filmische Erinnerung in „Der Rosengarten“. In: Hamburger Schlüsseldokumente zur deutsch-jüdischen Geschichte. 20. Juli 2018, doi:10.23691/jgo:article-164.de.v1.
- mit Johannes Praetorius-Rhein: Einblendungen. Eine deutsch-jüdische Filmgeschichte in fünf Teilen. In: Medaon. Magazin für jüdisches Leben in Forschung und Bildung, 14/2020, S. 1–6 (pdf zum Herunterladen).
  - Teil 2: Dinge
  - Teil 3: Schreiben
- mit Johannes Praetorius-Rhein: Jewish Film in Germany. Zur Möglichkeit einer jüdischen Film und Fernsehgeschichte in Deutschland nach 1945. In: MEDIENwissenschaft: Rezensionen|Reviews, Jg. 37 (2020), Nr. 4, S. 339–356.
- Jüdisches Leben im deutschen Spielfilm nach 1945. Bundeszentrale für politische Bildung, 11. Mai 2021.
- Mit Marina Chernivsky, Max Czollek, Anna Schapiro: Eine jüdische Perspektive. In: Spiegel Geschichte, 3/2021, S. 130–132.